# Lungenheilstätte Kolkwitz
Die Lungenheilstätte Kolkwitz ist eine ehemalige Lungenheilstätte in der Gemeinde Kolkwitz im Landkreis Spree-Neiße in Brandenburg. Sie wurde zum Ende des 19. und Anfang des 20. Jahrhunderts als Schwerpunktklinik für Tuberkulose-Patientinnen gebaut. In der DDR wurde das Klinikum zu einer Außenstelle des Cottbuser Carl-Thiem-Klinikums und hieß fortan Klinikum Kolkwitz. Nach der deutschen Wiedervereinigung, im Jahr 2007 zog die dortige orthopädische Fachabteilung an den Hauptstandort um, das Klinikensemble der ehemaligen Heilstätte steht seitdem leer. Die erhaltenen Bauten sind seit 1986 Baudenkmale und in der Denkmalliste des Landes Brandenburg weiterhin eingetragen.

## Geschichte
Im 19. Jahrhundert war die Tuberkulose im Raum Cottbus stark verbreitet, besonders waren Arbeiterinnen aus der Textilindustrie (Feintuchwerke Cottbus) von der Erkrankung betroffen. Deshalb beschloss die Landesversicherungsanstalt Brandenburg im Jahr 1897 auf Drängen des Mediziners Carl Thiem den Bau einer Heilstätte. Dazu nutzte sie ein Grundstück im Cottbuser Stadtforst auf dem Gemeindegebiet von Kolkwitz, das die Stadtverwaltung ihr geschenkt hatte. Nach den Entwürfen des Baurats Theodor Goecke begann der Bau eine Lungenklinik mit der feierlichen Grundsteinlegung am 2. August 1898. Nach knapp zweijähriger Bauzeit wurde das Klinikum fertig gestellt und am 13. Juni 1900 eingeweiht. Erster Chefarzt der Einrichtung wurde Bruno Bandelier. Es entstanden das Hauptgebäude und Wohnhäuser für Ärzte und das Klinikpersonal. Die Baukosten wurden auf rund 500.000 Reichsmark beziffert.
Ein Jahr nach der Fertigstellung besuchte der Mediziner Robert Koch die Einrichtung. 1912 bekam das Klinikum ein Röntgen-Gerät und ein Operationszimmer. Im Ersten Weltkrieg musste der Betrieb der Lungenklinik aus finanziellen Gründen vorübergehend eingestellt werden, erst ab 1924 wurde ein normaler Betrieb wieder möglich. 1925 wurde der Gebäudekomplex um eine Leichenhalle und einen Friedhof erweitert. Gegen Ende des Zweiten Weltkrieges wurde das Klinikum Kolkwitz mit Patienten aus dem Carl-Thiem-Klinikum belegt, nachdem dieses durch einen Bombentreffer zerstört worden war. Schließlich wurde es noch 1944 in ein Feldlazarett umgewandelt.
Nach Kriegsende organisierten die verbliebenen medizinischen Mitarbeiter weiterhin Kuren für Lungenkranke, ab 1946 wurden auch männliche Patienten aufgenommen. Um auch Kinder aufnehmen zu können, wurde 1947 das Direktorenwohnhaus zu einer Kinderstation mit 38 Betten umgebaut. 1949 wurde in Kolkwitz mit der Lungenheilbehandlung, vor allem der Chirurgie begonnen. In den 1950er Jahren war das Klinikum Kolkwitz mit etwa 300 Betten die größte Tuberkuloseheilstätte der DDR. Seit 1953 gehörte das Krankenhaus dem Bezirk Cottbus und führte fortan den Namen Bezirkskrankenhaus für Lungenkrankheiten, TBK-Heilstätte Cottbus.
Mit dem Rückgang der Tuberkulosefälle wurde das Klinikum Kolkwitz im Jahr 1972 zu einer Rehaklinik für Schlaganfallpatienten umfunktioniert. Zur gleichen Zeit zogen die orthopädische, die gynäkologische und die neurologische Fachabteilung des Carl-Thiem-Klinikums in das Gebäude ein. Die Räumlichkeiten dienten auch als Akademie für ärztliche Fortbildung. 1986 wurde der Bereich unter Denkmalschutz gestellt.
Nach der Wiedervereinigung kam das Klinikum Kolkwitz wieder in den Besitz der Landesversicherungsanstalt Brandenburg. 1995 wurde es an einen privaten Investor verkauft, der später Insolvenz anmelden musste. Seit dem Umzug der orthopädischen Fachabteilung an den Hauptstandort des Carl-Thiem-Klinikums in Cottbus im Dezember 2007 steht das ehemalige Klinikum Kolkwitz leer, es wurde inzwischen an einen weiteren Investor verkauft, der plant, das Gebäude zu Wohnzwecken umzubauen. Am 21. Oktober 2021 wurde der Dachstuhl eines Nebengebäudes durch einen Brand zerstört.
Von einem im Jahr 2010 eigens gegründeten Verein (Urb Explorer) werden nach Anmeldung Fototouren in den Bauruinen organisiert.

## Architektur

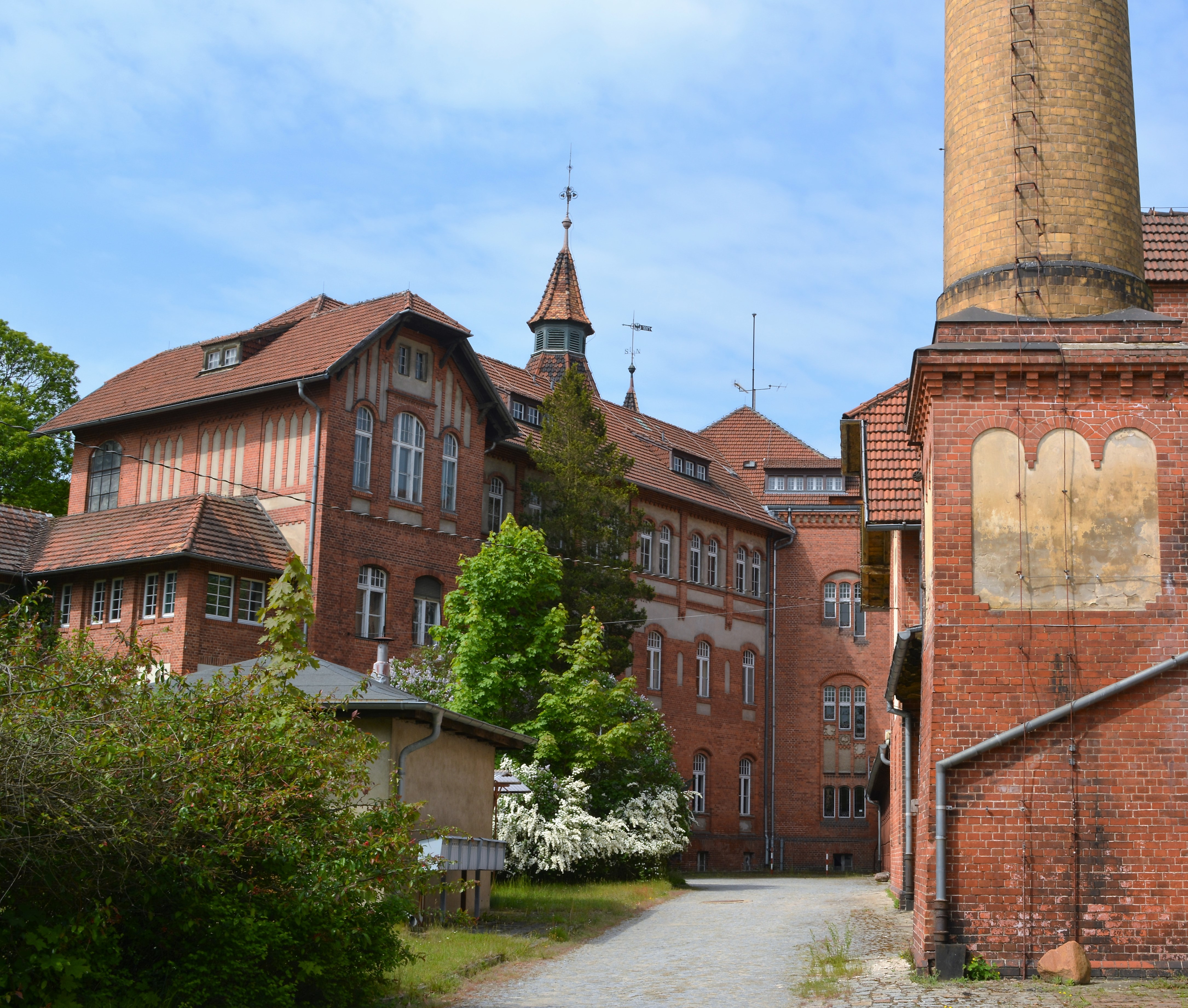
Ostseite des Hauptgebäudes (2016)

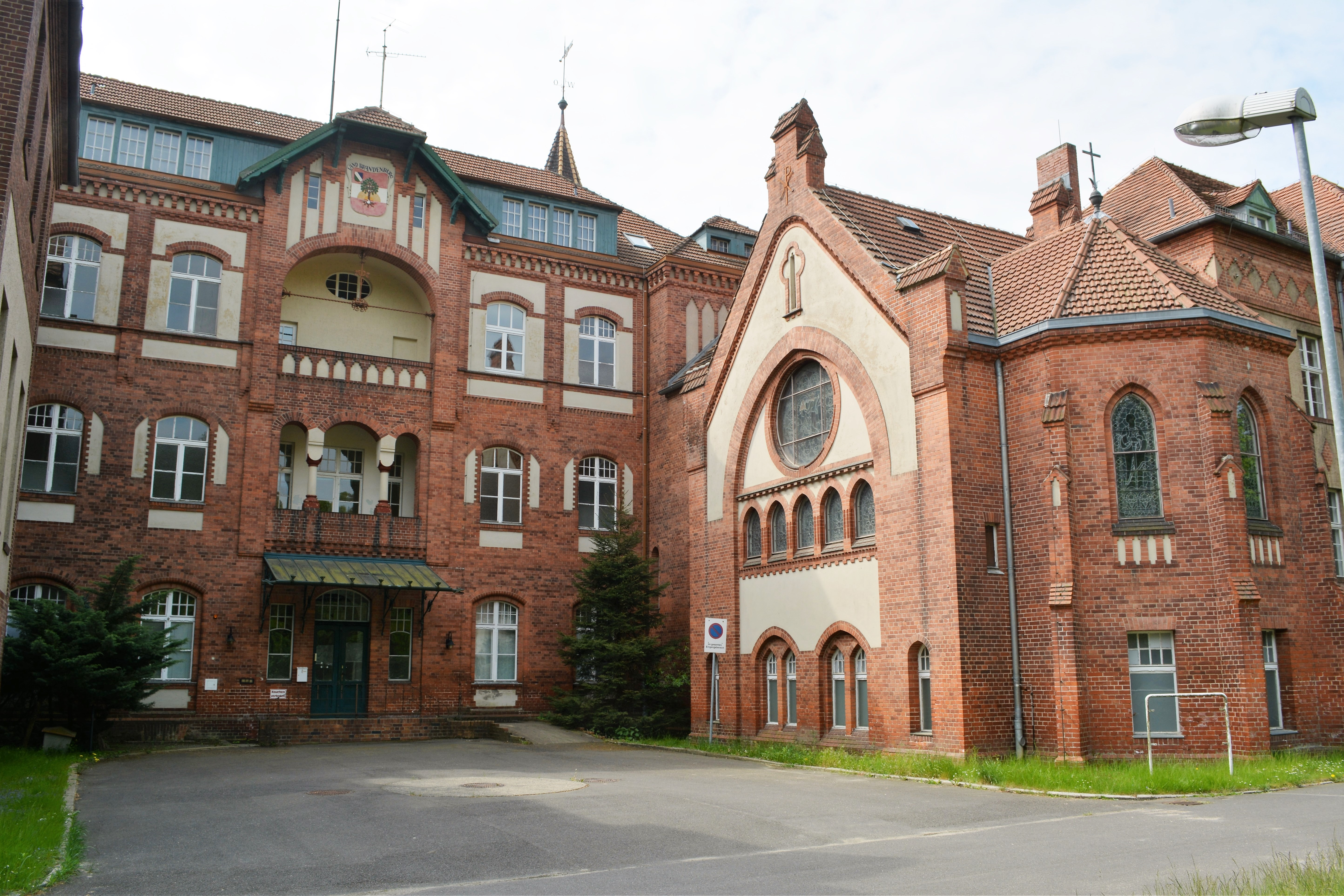
Ansicht des Innenhofs (2016)

Die Kernanlage des Klinikums Kolkwitz entstand nach einem Entwurf des Architekten und Stadtplaners Theodor Goecke und wurde zwischen 1925 und 1930 nach Planungen des Architekten Arnold Beschoren erweitert. Sie besteht aus dreigeschossigen Bauten aus Ziegelmauerwerk mit Fachwerkteilen und Walmdächern. Der größte Teil des Baus hat eine neugotische Formgebung. In der Mittelachse des Hauptgebäudes befinden sich der Haupteingang und zwei Loggien, abgeschlossen durch ein Zwerchhaus. Die Fenster sind stichbogig, die Fassaden mit Zahnfries und einem Dachgesims gegliedert. Die Gartenseite wird von zwei oktogonalen Türmen mit Haube und Laterne flankiert.
Auf der Hofseite ist eine quadratische Kapelle mit Kreuzrippengewölbe und halbkreisförmiger Apsis angebaut. Die Apsis wird mit Strebepfeilern gestützt und hat spitzbogige Fenster, in der Ostwand liegt eine breite spitzbogige Blende mit einem großen Rundfenster sowie Zahn- und Zinnenfries über und unter einer Reihe aus kleinen Spitzbogenfenstern. Die Empore in der Kapelle ist mit Ausmalungen im Jugendstil verziert, ebenso die Einfassungen des Rundfensters.
Die Nebengebäude des Klinikums sind schlichte Klinker-Putz-Bauten.
Der Krankenhauspark entstand nach Plänen und unter Leitung von Georg Bleyer, der als Obergärtner der Fürsten von Pückler auch für den Branitzer Park mitverantwortlich war.